# 1043 Beate
1043 Beate är en asteroid i huvudbältet som upptäcktes den 22 april 1925 av den tyske astronomen Karl Wilhelm Reinmuth. Dess preliminära beteckning var 1925 HB. Asteroiden namngavs senare Beate, men det är okänt varför.
Beates senaste periheliepassage skedde den 18 april 2019.[Uppdatering behövs] Dess rotationstid har beräknats till 44,3 timmar. 